# Головенко, Павел Викторович
Павел Викторович Головенко (бел. Павел Віктаравіч Галавенка; 12 января 1997, Минск) — белорусский футболист, вратарь.

## Карьера
Воспитанник футбольного клуба «Минск». Первый тренер — Евгений Евгеньевич Булыко. Дебютировал в Высшей лиге Беларуси 2 октября 2016 года в матче против «Городеи».
В сезоне 2017 выступал за дублирующий состав, привлекался в основную команду в качестве второго вратаря. Дважды выходил на поле — 30 июня  в Высшей лиге против «Крумкачей» (0:0) и 5 июля в матче 1/16 финала Кубка Беларуси против пинской «Волны» (1:0). В сезоне 2018 сыграл в четырёх матчах чемпионата и одном кубковом.
В январе 2019 года продлил контракт с «Минском». В августе перешёл в «Лиду», где был запасным вратарём и на поле не появлялся.
В марте 2020 года пополнил состав дзержинского «Арсенала».
В январе 2022 года стал игроком «Жодино-Южное». В сентябре 2022 года перешёл в польский клуб «Жирардовянка» из шестого дивизиона.

### В сборной
В октябре 2015 года в составе юниорской сборной Беларуси принимал участие в квалификационном раунде чемпионата Европы. В качестве основного вратаря провёл все три матча, пропустив пять голов.
10 ноября 2017 года дебютировал в молодёжной сборной Беларуси, проведя на поле все 90 минут в товарищеском матче против Литвы (0:0).

## Достижения
- Победитель Первенства дублирующих составов команд Высшей Лиги: 2016